# ACOG

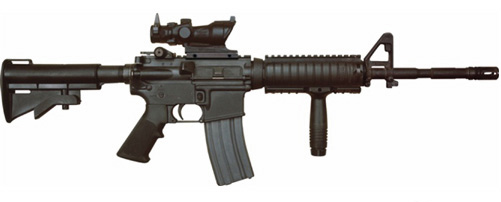
ACOGを装着したM4カービン

ACOG（Advanced Combat Optical Gunsight：高度戦闘光学照準器、エーシーオージーないしエイコグ）は、米トリジコン社が製造する銃器用の照準器シリーズである。

## 概要

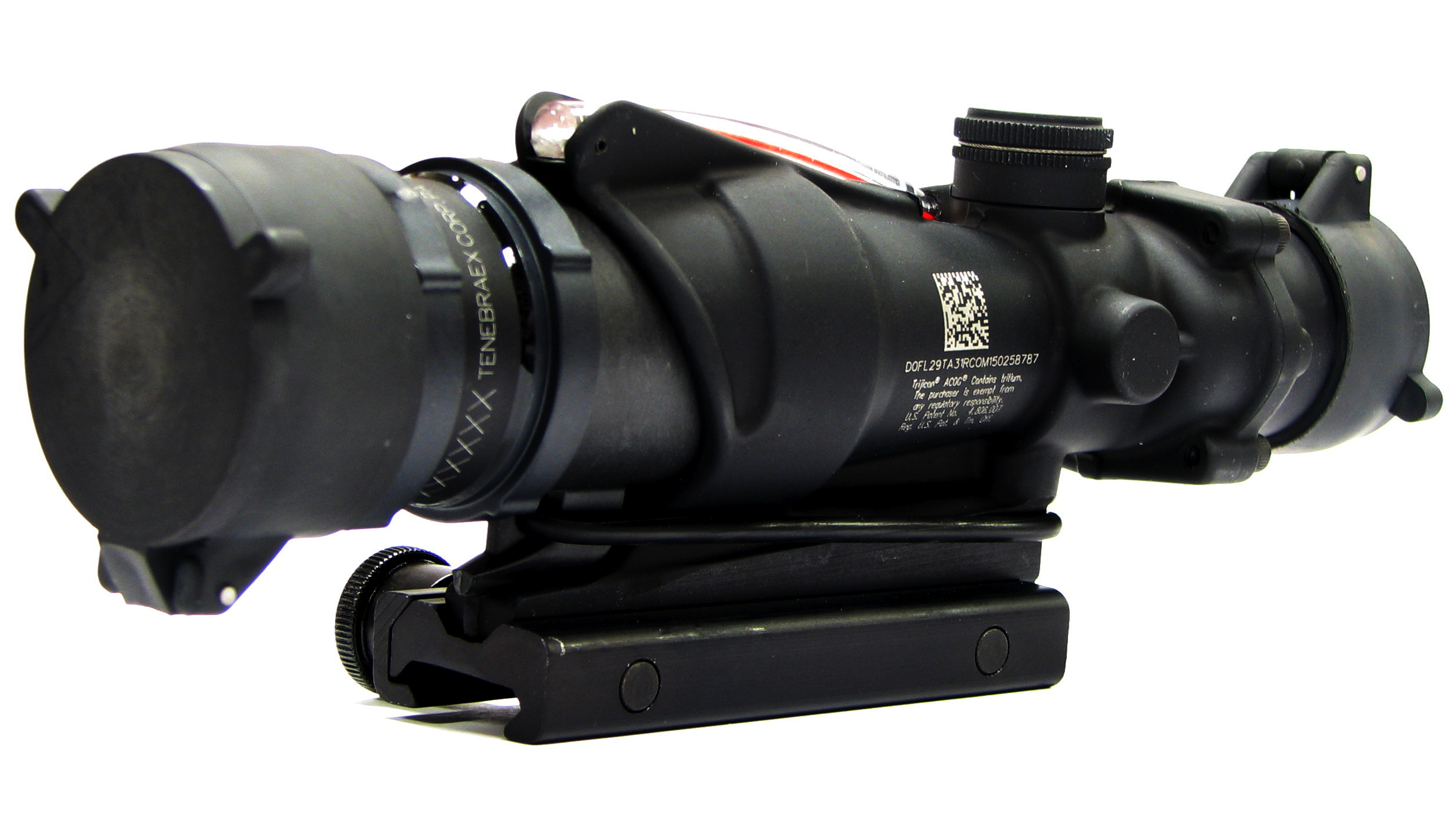
TA31RCOの米陸軍採用型であるM150CP

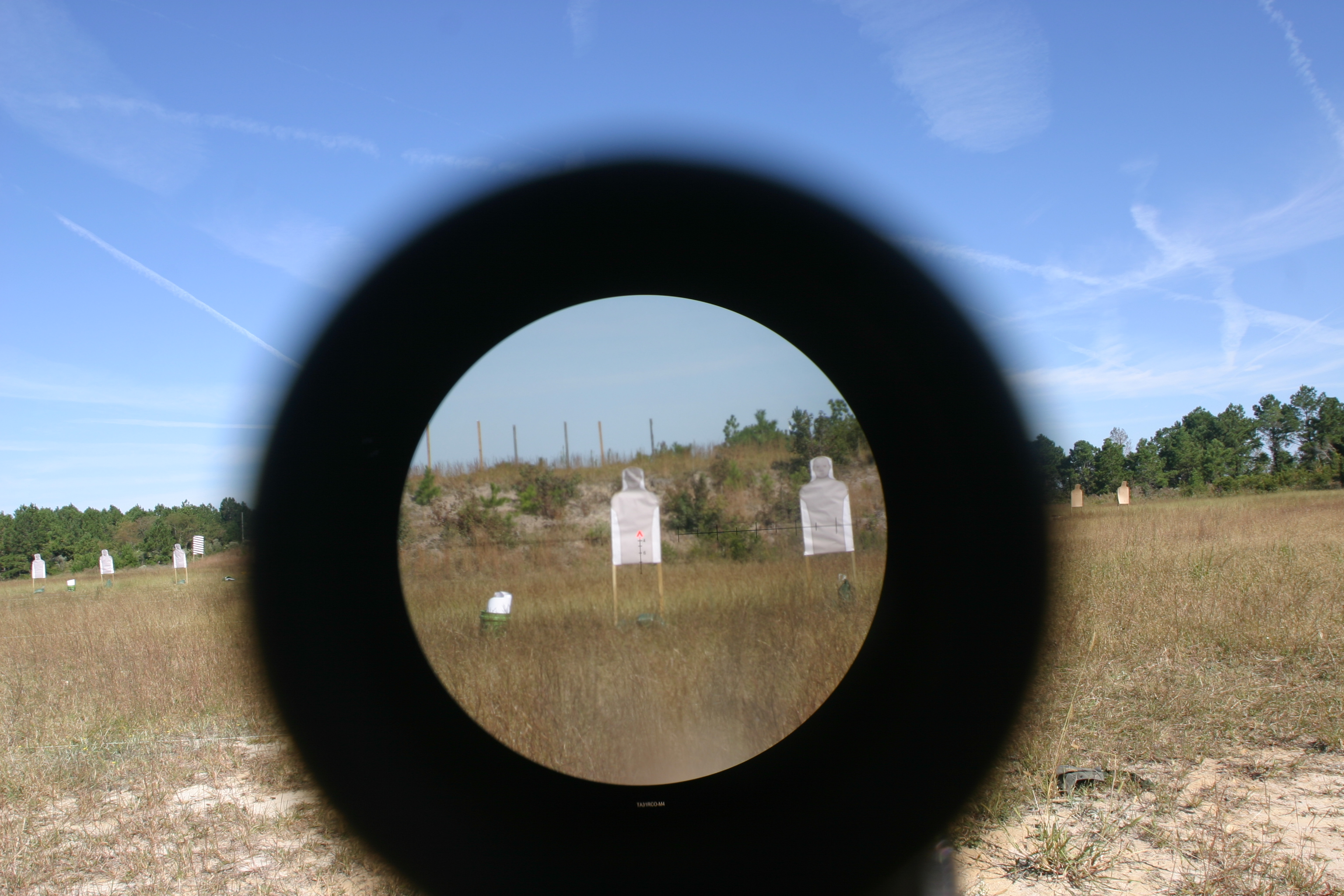
ACOGのレティクル

ACOGは、M16自動小銃やM4カービンへの装着を前提として設計されているが、トリジコン社は他の銃器にも装着できるようにACOG用のアクセサリーを開発している。照準器の倍率はモデルによって1.5倍から6倍までである。
多くの反射照準器（リフレックスサイト）とは異なり、ACOGは照準線を発光させるために電源を必要としない。ACOGの照準線（形状や色には多くの種類がある）は、日中など十分な光が得られる状況下では光ファイバー式の外装ライトチューブによって照らされる。また、夜間など十分な光が得られない状況下では内蔵されたトリチウムが照準線の蛍光に用いられる。
高い耐久性と頑丈さで知られ、2004年にはイラクで海兵隊員が狙撃された際、構えていたM16小銃に取り付けられていたACOGに弾丸が当たって阻止され、本人は吹き飛ばされたものの軽傷で済んだという逸話がある。
ACOGは、照準線・蛍光・特徴が異なるモデルを製造することでさまざまな用途に対応する。例としてTA01NSNの倍率は4倍であり、BDC（Bullet Drop Compensator：弾道補正機構）による照準線の調節が600mまで可能である。また、照準器の上部にはBUIS（Buckup Iron Sight：バックアップ用アイアンサイト）として50mまでの距離に対応した簡易なゴーストリングサイトが備わっている。暗所では照準線が橙色に蛍光する。
米軍採用モデルであるTA31RCO（Rifle Combat Optic：小銃・戦闘・光学式）の倍率は4倍であり、BDCによる調節が可能な距離は800mまで延伸している。また、照準線は赤色の逆V字形状（Chevron Reticle）であり、照準線の発光に電源を用いることはなく、周囲の光環境に応じて照準線の光度が変わるため、いかなる光環境下でも用いることが可能となっている。バックアップ用のアイアンサイトは省略されている。アメリカ海兵隊採用モデルにはM16対応型（A4CP）とM4対応型（M4CP）が存在する。M4ではピカティニー・レールが標準化していた事からM16対応モデルのみがキャリングハンドル装着に対応している。また、アメリカ陸軍採用モデルはM4対応型であるM150CPのみが存在する。これはM150CP導入時にはM16そのものが退役していたためであり、M150CPは海兵隊のM4対応モデルであるM4CPに準じた設計となっている。米軍採用モデルではいずれも水深11mまでの防水機能が追加され、M150CPのみがレンズキャップを備える。
ニュージーランド軍のACOGのようにドットサイトを装着できるものも存在する。ACOGは基本的にピカティニー・レールを介しての装着を前提としているがヘッケラー&コッホ社製のG3系小銃に対応したマウントなどが存在する

## 運用

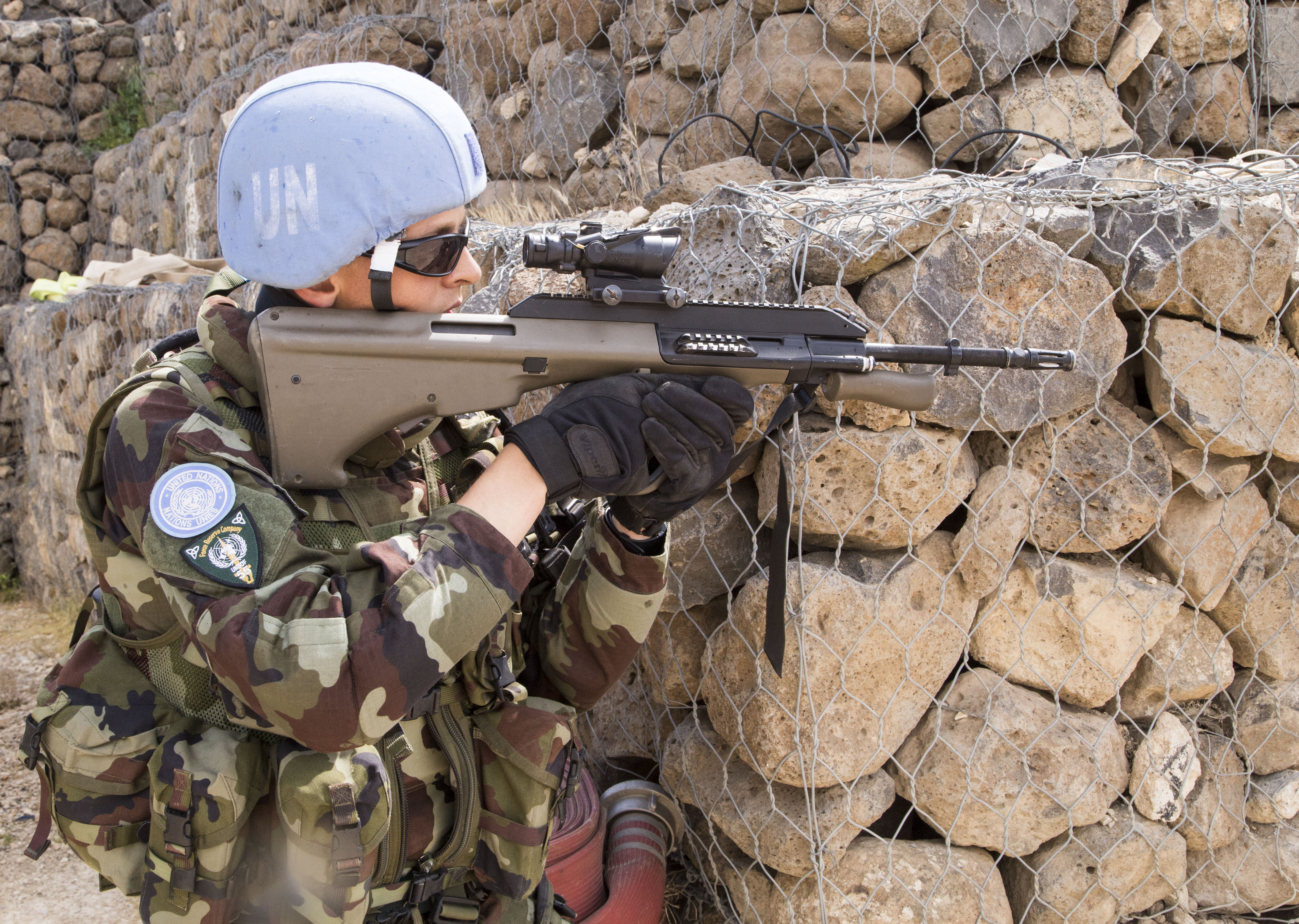
ACOGを装着したステアーAUGで射撃を行うアイルランド兵士

ACOGは以下の国々の各組織（主に陸軍組織で正式採用）で使用されている。
- アメリカ：アメリカ軍（アメリカ陸軍他機関で採用配備）・各種法執行組織など公的機関
- ジョージア：ジョージア陸軍
- 台湾：中華民国陸軍（2010年代初頭から金門島一部の駐留部隊など中華人民共和国との最前線部隊に配備開始）
- アラブ首長国連邦：アラブ首長国連邦陸軍
- イスラエル：イスラエル国防軍[1]
- アイルランド：アイルランド陸軍
- イギリス：イギリス陸軍・イギリス海兵隊
- オーストラリア：オーストラリア陸軍
- ニュージーランド：ニュージーランド陸軍
- フィンランド：フィンランド国防軍
- ドイツ：GSG-9[1]（西ドイツの勝利による再統一後、ドイツ連邦共和国の特殊部隊にて採用）
- 日本：陸上自衛隊 (豪陸軍主催射撃競技会(AASAM)で使用)

### アメリカ軍における運用
陸軍ではM150の名称で採用されている。陸軍型にM150の名称が与えられたのは2008年12月である。
また、TA01NSNはM4A1用のSOPMOD（Special Operations Peculiar Modification：特殊作戦特別改良）アクセサリーの1つである。これら以外のトリジコン社製照準器も部隊レベルで購入し、使用されていることが確認されている。
海兵隊は2005年10月に115,000個のACOG導入を計画し、キャンプ・ペンドルトンの報道によれば前線の海兵隊員の多くにACOGが支給されたという。この採用について、当時海兵第一師団長であったジェームズ・マティス少将（後のアメリカ国防長官）は「第二次世界大戦期でのM1ガーランド採用以降、海兵隊歩兵の殺傷力における最高の改善」と評している。海兵隊ではAN/PVQ-31の名称で採用されていたが、2020年にVCOGがACOGに代わる分隊の共通光学機器に選定された。

## その他
ACOGには、聖書の節を示す刻印が刻まれており、トリジコン社は批判を受けることとなった。